# Conferencia de las Naciones Unidas sobre el Cambio Climático de 2004
La Conferencia de las Naciones Unidas sobre el Cambio Climático de 2004 se llevó a cabo entre el 6 y el 17 de diciembre de 2004 en Buenos Aires, Argentina. La conferencia incluyó la 10.ª Conferencia de las Partes (COP10) de la Convención Marco de las Naciones Unidas sobre el Cambio Climático (CMNUCC).
Las partes discutieron los avances logrados desde la primera Conferencia de las Naciones Unidas sobre Cambio Climático en 1995 y sus desafíos futuros, con especial énfasis en la mitigación y adaptación al cambio climático. En ésta COP se adoptó el Plan de Acción de Buenos Aires para promover que los países en desarrollo se adapten mejor al cambio climático.
Las partes también comenzaron a discutir el mecanismo posterior a Kioto para asignar la obligación de reducción de emisiones después de 2012, cuando finalizaba el primer período de compromiso de Kioto.